# Ulbølle
Ulbølle er en by på Sydfyn med 584 indbyggere  (2024), beliggende 2 km vest for Vester Skerninge, 14 km øst for Faaborg og 13 km vest for Svendborg. Byen hører til Svendborg Kommune og ligger i Region Syddanmark. I 1970-2006 hørte byen til Egebjerg Kommune.
Ulbølle hører til Ulbølle Sogn. Ulbølle Kirke ligger i byen.

## Faciliteter
- Idrætsefterskolen Ulbølle henvender sig til unge med særlige læringsforudsætninger. Den er indrettet i den tidligere centralskole og har plads til 76 elever.[2]
- "Den grønne plads" er en åben græsplæne centralt i byen. Den benyttes årligt til arrangementer som torvedage, 1. maj møde og juletræstænding.
- Ulbølles Aktive Mødested ligger i forlængelse af Den grønne plads. Mødestedet består af bålhytte, sansehave, legeplads, motionsredskaber og volleyballbane. Mødestedet blev indviet 22. januar 2017. Foreningen "Ulbølles Aktive Mødested" har i 2018 oprettet "Liv i Ulbølle" som hjemmeside for byen og omegnen.
- Ulbølle har en Dagli'Brugs.

## Historie
2 km vest for byen ligger Rødkilde, der er nævnt som hovedgård i 1314 og er en af Danmarks ældste gårde. Den er flere gange udvidet på bekostning af Ulbølle, som er nævnt første gang i 1404. Ulbølle blev blokudskiftet i 1785, og Rødkilde lod alle godsets gårde flytte ud midt i deres lodder. Gårdene blev bygget efter en særegen plan, ikke firlængede, men formet som 7-taller bestående af et kort og et længere længehus.

### Skoler
Den første egentlige skole i Ulbølle lå på Bystævnevej 6. Den brændte sammen med 4 gårde og 5 huse i 1775, men blev straks genopført. I 1857 blev der bygget en skole på Lillemark. I 1898 blev der bygget en forskole på Møllevej 6 i Ulbølle og en ny hovedskole på Bystævnevej. I 1956 tog man den nye centralskole på Rødkildevej i brug, og de små skoler blev lukket. Centralskolen lukkede i 2000 og blev i en periode lejet ud til Den frie Lærerskole i Ollerup inden idrætsefterskolen blev etableret.

### Ulbølle Mølle
Ulbølle Mølle er opført i 1863 og var i drift indtil 1970. I 1998 stiftede beboerne foreningen Ulbølle Mølles Venner, som overtog møllen og fik den sat i stand.

### 1899
I 1899 beskrives Ulbølle således: "Ulbølle (Ullebølle) med Kirke, Skole (2 Bygninger med 2 Lærere), Forskole, Forsamlingshus (opf. 1890), Lægebolig, Mølle med Bageri, 3 Købmandsforretn. og Andelsmejeri;"

### Forsamlingshus
To personer fra Ulbølle, som tilhørte kredsen omkring bondedigteren Mads Hansen, tog i 1875 initiativ til egnens første forsamlingshus i Vester Skerninge. Her havde en sangforening og en skyttekreds hjemsted indtil 1887, hvor huset blev nedlagt fordi det ikke kunne svare sig. Et nyt blev opført i 1890 i forbindelse med købmandsforretningen på Møllevej i Ulbølle. Men da foreningerne ønskede spiritusudskænkningen begrænset, flyttede de i 1903 til Vester Skerninge, hvor der blev opført et nyt forsamlingshus. Det var borgerne i Ulbølle ikke tilfredse med, så de dannede deres egne foreninger, som blev i købmandens forsamlingshus indtil det blev nedlagt i 1917.
Det nuværende forsamlingshus er bygget i 1919 efter tegning af arkitekt F. Jørgensen. Det har plads til 120 spisende gæster eller 150-170 mødedeltagere, fordelt på to sale.

### Jernbanen
Ulbølle havde station på Svendborg-Faaborg Banen (1916-54). Stationen havde omløbs-/læssespor med stikspor til enderampe. Langs læssesporet var der siderampe, svinefold og privat varehus.
Stationsbygningen er bevaret på Nyvej 71. Fra Bystævnevej går en asfalteret sti på banetracéet til Industrivej i Vester Skerninge. En sidevej til Nyvej mod nordvest følger også banetracéet et par hundrede meter.

### Genforeningssten
Over for forsamlingshuset, hvor Bystævnevej munder ud i Nyvej, står en sten der blev afsløret 28. september 1920 til minde om Genforeningen i 1920.